# Boenasa polyphron
Boenasa polyphron är en fjärilsart som beskrevs av Druce 1894. Boenasa polyphron ingår i släktet Boenasa och familjen björnspinnare. Inga underarter finns listade i Catalogue of Life.